# Parafia św. Wojciecha w Stupsku
Parafia pw. Świętego Wojciecha w Stupsku – parafia należąca do dekanatu mławskiego wschodniego, diecezji płockiej, metropolii warszawskiej. Poprzednio należała do dekanatu mławskiego, diecezji płockiej, metropolii warszawskiej.

## Historia parafii
We wsi istnieje parafia rzymskokatolicka od co najmniej XV wieku. 

### XIX wiek
Stan parafii w 1817 r.
W 1817 roku biskup Adam Michał Prażmowski, obejmując diecezję płocką, nakazał zrobić spis we wszystkich parafiach. Na podstawie tego spisu, wiadomo, że w 1817 r. kościół parafialny w Stupsku był drewniany, przy nim drewniana dzwonnica z 3 dzwonami, a dookoła kościoła - cmentarz. We wsi był szpital czteroizbowy oraz plebania, dom organisty, a także budynki gospodarcze. W parafii nie było zakonów ani bractw. Probostwo sprawował od 1807 r. ks. Makary Zakrzewski.
| L.P. | Miejscowość       | Dymy | mężczyźni | kobiety |
| ---- | ----------------- | ---- | --------- | ------- |
| 1.   | Stupsk            | 24   | 87 (52)   | 65 (44) |
| 2.   | Konopki           | 6    | 31 (17)   | 21 (16) |
| 3.   | Trzpioły i Jeże   | 6    | 24 (16)   | 25 (14) |
| 4.   | Młodynino Małe    | 5    | 18 (8)    | 15 (9)  |
| 5.   | Młodynino Wielkie | 3    | 14 (7)    | 9 (7)   |
| 6.   | Strzałkowo        | 28   | 94 (58)   | 85 (60) |

Liczby ludności podane w tabeli obejmują tylko katolików (488 osób), poza nimi teren parafii zamieszkiwało 19 Żydów (8 mężczyzn i 11 kobiet).

## Kościół parafialny
W 1911 roku, w wyniku pożaru budynek kościoła został kompletnie zniszczony. Od 1913 do 1961 roku nabożeństwa w Stupsku odprawiane były w kaplicy podlegającej parafii Żmijewo Kościelne.
Obecna świątynia była konsekrowana w 1969 roku przez bp. Bogdana Sikorskiego. Jest to budowla murowana, wyposażona w trzy ołtarze, z czego główny – wykonany w stylu barokowym – został przeniesiony z kościoła w Sulerzyżu.

## Obszar parafii

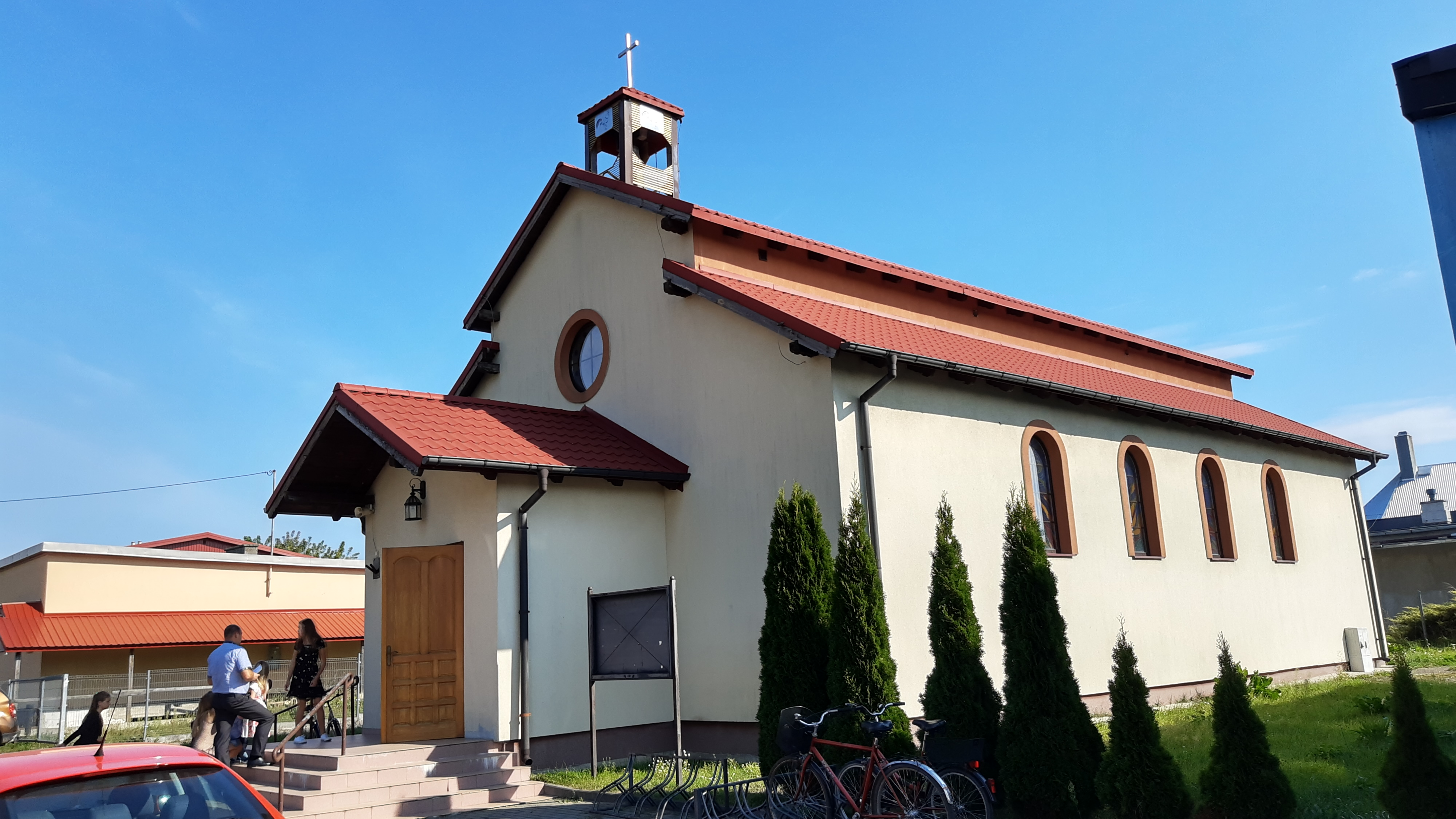
Kaplica filialna Św. Krzysztofa w Konopkach

W granicach parafii znajdują się miejscowości: Konopki, Morawy, Strzałkowo, Stupsk.
W 2013  było 1860 parafian.